# Russell Howard
Russell Joseph Howard (født 23. marts 1980 Bristol, England) er en engelsk komiker og skuespiller. Han er mest kendt for sine tv-shows Russell Howard's Good News og The Russell Howard Hour. Han vandt "Best Compère " på 2006 Chortle Awards og blev nomineret til en if.comedy-pris for hans 2006 Edinburgh Festival Fringe- show.
Russells forældre er Dave og Ninette Howard. Russel har to yngre søskende, tvillinger Kerry og Daniel som blev født i 1982. Han studerede økonomi ved University of West England i Bristol.